# Laureano Castán Lacoma
Laureano Castán Lacoma (Fonz, Huesca, 8 de noviembre de 1912-Albano Laziale, 28 de septiembre de 2000) fue un canonista y obispo católico español. Fue obispo auxiliar de Tarragona (1954-1964) y obispo de Sigüenza-Guadalajara (1964-1980).

## Biografía
Nació en la localidad oscense de Fonz en 1912. 

### Formación
Inició sus estudios eclesiásticos en el Seminario Conciliar de Lérida, continuándolos en la Pontificia Universidad Gregoriana de Roma, donde obtuvo la licenciatura en Derecho canónico con Premio extraordinario de licenciatura y la medalla de oro de la universidad por su tesina La guerra y la paz en Molina. Durante su estancia en Roma fue colegial del Pontificio Colegio Español.
El 11 de abril de 1936 recibió la ordenación sacerdotal en la basílica de San Juan de Letrán (Roma), y celebró su primera misa en las Catacumbas de San Calixto. 
Tuvo que interrumpir sus estudios por el estallido de la Guerra civil española, continuándolos posteriormente en la Universidad Pontificia Comillas, donde obtuvo el doctorado en Derecho canónico con la máxima calificación con la tesis Un proyecto español de Tribunal Internacional de Arbitraje Obligatorio en el siglo XVI.

### Vida sacerdotal y docente
Tras su ordenación, comenzó su labor pastoral en la Diócesis de Málaga, donde fue: coadjutor, profesor del seminario, y capellán de diversos Batallones del Regimiento Oviedo número 8, que cubría diversos sectores del frente desde el Pico Veleta al Puerto de Motril-Granada.
En 1938 fue nombrado ecónomo en Estadilla (Huesca). Posteriormente, se trasladó a la diócesis de Lérida, donde fue: profesor de Teología Fundamental, Vicerrector del Seminario, canónigo en la Catedral (1948), Rector del Seminario (1953). En esos años predicó numerosos ejercicios espirituales a eclesiásticos y seminaristas en diversas diócesis —Lérida, Málaga, Valencia, Orense, Murcia, Oviedo, Seo de Urgel, Tarragona y Palma de Mallorca—.

### Episcopado
Pío XII le nombró obispo auxiliar de Tarragona, y obispo titular de Dalisando e Isáuria (24 de febrero de 1954). Fue consagrado obispo en el Monasterio de Poblet (13 de junio de 1954) por el cardenal Benjamín de Arriba y Castro, Aurelio del Pino Gómez, obispo de Lérida y Manuel Moll Salord, obispo de Tortosa.
Intervino en la causa de canonización de san Juan de Ávila, estableció su fiesta como jubileo sacerdotal todos los 10 de mayo. En 1969 erigió en Guadalajara una parroquia en su nombre, y también le puso su nombre a la casa sacerdotal (1971). Fue promotor de las Marchas Diocesanas a Barbatona. Participó en las cuatro sesiones del Concilio Vaticano II, en las dos primeras como obispo auxiliar de Tarragona. Intervino en el sostenimiento y fortalecimiento del Seminario diocesano, y en la creación del Museo diocesano de Arte Antiguo de Sigüenza y de la Escuela Universitaria de Magisterio.
En 1978 apoyó y suscribió la pastoral del cardenal Marcelo González, arzobispo de Toledo y primado de España, denunciando los errores de la Constitución de 1978 días ante su referéndum de ratificación. Los principales errores señalados son:
- La exclusión del nombre de Dios en una nación de bautizados.
- Falta de referencia a la ley natural, con lo que las leyes quedan a merced de los poderes públicos.
- Falta de garantías para la libertad de enseñanza y de seguridad a los padres para la formación religiosa de sus hijos.
- Falta de tutela para los valores de la familia y del matrimonio, abriendo las puertas del divorcio.
- Y la omisión del veto explícito al aborto.

Además de Castán Lacoma también la apoyaron y suscribieron otros siete obispos -la "gloriosa minoría"-: Segundo García, arzobispo de Burgos; Pablo Barrachina obispo de Orihuela-Alicante; Demetrio Mansilla, obispo de Ciudad Rodrigo; José Guerra Campos, obispo de Cuenca; Ángel Temiño, obispo de Orense; Luis Franco, obispo de Tenerife; y Francisco Peralta, administrador apostólico de Vitoria.
El 20 de junio de 1979 presentó al Papa Juan Pablo II su renuncia al gobierno de la diócesis para dedicarse a la Obra de la Iglesia, que le fue aceptada al año siguiente.
Falleció el 28 de septiembre de 2000 en la Clínica Regina Apostolorum de Albano Laziale, El entierro tuvo lugar el día 30 del mismo mes en la iglesia parroquial de San Ginés, de Guadalajara.

## Distinciones
- Hijo predilecto de Fonz.[6]

## Obras

### Libros:
- Destellos sacerdotales. Vida del Beato Maestro Juan de Ávila (Zaragoza, 1946).
- Un proyecto español de Tribunal Internacional de Arbitraje Obligatorio en el siglo XVI (Tarragona, 1957).
- Jerarquía y pueblo en la Iglesia (Madrid, 1959).
- Las bienaventuranzas de María (Madrid, 1971, 1ª ed.).